# Pixinguinha
Alfredo da Rocha Vianna Junior (Filho), cunoscut sub numele Pixinguinha (23 aprilie 1897 - 7 februarie 1973) a fost un compozitor, aranjor, flautist, saxofonist și cântăreț brazilian, originar din Rio de Janeiro. Pixinguinha este considerat unul din cei mai mari compozitori de muzică populară braziliană, mai ales în genul cunoscut sub numele de choro. Integrând contribuția înaintașilor săi în domeniul muzicii choró din secolul al XIX-lea cu armonii apropiate de jazz, ritmuri afro-braziliene și aranjamente sofisticate, Pixinguinha a difuzat acest gen muzical în rândurile unui public larg și a contribuit la popularizarea lui ca gen muzical specific brazilian. A fost unul din primii interpeți și compozitori brazilieni care au beneficiat de oportunitățile profesionale deschise de noile tehnologii de radiodifuziune și de înregistrări în studiouri. Pixinguinha a compus circa 600 de choros, inclusiv câteva din cele mai vestite creații ale genului, precum „Carinhoso”, „Gloria”, „Lamento” și „Um a Zero.
”

## Biografie
Alfredo da Rocha Viana jr. s-a născut în anul 1897 ca al 14-lea copil al soților Alfredo da Rocha Vianna și Raimunda (o parte din copii proveneau din prima căsătorie a mamei).
Familia, de origine afro-braziliană, avea de mai multe generații tradiții muzicale. Tatăl, care lucra ca funcționar de poștă. era flautist, și poseda o colecție de partituri de choros din generațiile precedente, iar patru frați au avut și ei ocupații muzicale.
Cele dintâi lecții de flaut le-a primit Alfredo de la tatăl său, mai târziu a fost elevul lui Irineu de Almeida.
La 14 ani tânărul muzician, care a devenit cunoscut sub pseudonimul Pixinguinha, a compus primele sale creații muzicale. De la 15 ani era văzut cu flautul său oriunde se juca muzică tradițională, și de aceea i se spunea „Ștrengarul” - „pinzinguim”, de unde i-ar fi venit și porecla „Pixinguinho”. 
În 1912 a început să lucreze ca instrumentist profesionist în spectacole de revistă, de cabaret, la carnavaluri și în cinematografe. Primele locuri de muncă, la cabaretul Lapa și la cinematograful Rio Branco, le-a obținut prin mijlocirea fratelui său, violonistul, cântărețul și compozitorul China (Otavio Littleton da Rocha Vianna 1888-1927). Începând din anul 1919 a înființat împreună cu João Pernambuco și cu Donga octetul „Oito Batutas”, în care la instrumentele tradiționale ale choro-ului -flaut, două chitare și cavaquinho, a adăugat saxofonul, trompeta și alte alămuri, precum și instrumente de percuție precum reco-reco, pandeiro și ganzá. De asemenea a dezvoltat genul pe bază de contrapunct și improvizații. 
În anul 1922 a plecat Pixinguinha împreună cu noua versiune a ansamblului, „Os Batutas”, într-un turneu de concerte în Europa. Pentru ca să se facă auzit mai bine în săli mari, a trecut la saxofon sopran. În 1930 Pixinguinha a suspendat activitatea orchestrei și s-a concentrat mai ales asupra carierei de compozitor, aranjor și de dirijor al orchestrei de studiou Orquestra Victor Brasileira.
Cântecele sale au fost făcute cunoscute publicului de către interpreți ca Francisco Alves și Mario Reis.

Pixiguinho a încetat din viață în anul 1973 la biserica Nossa Senhora da Paz la Ipanema, unde venise pentru a fi naș la un botez.

## Selecție de cântece
| - A pombinha (cu Donga) - A vida é um buraco - Agüenta, seu Fulgêncio - Ai, eu queria (cu Vidraça) - Ainda existe - Amigo do povo - Assim é que é - Benguelê - Bianca (cu Andreoni) - Buquê de flores (cu W. Falcão) - Cafezal em flor (cu Eugênio Fonseca) - Carinhos - Carinhoso (cu João de Barro) - Carnavá tá aí (cu Josué de Barros) - Casado na orgia (cu João da Baiana) - Casamento do coronel Cristino - Céu do Brasil (cu Gomes Filho) - Chorei - Chorinho no parque São Jorge (cu Salgado Filho) - Cochichando (cu João de Barro și Alberto Ribeiro) - Conversa de crioulo (cu Donga și João de Baiana) - Dança dos ursos - Dando topada - Desprezado - Displicente - Dominante - Encantadora - Estou voltando - Eu sou gozado assim - Fala baixinho (cu Hermínio Bello de Carvalho) - Festa de branco (cu Baiano) - Foi muamba (cu Índio) - Fonte abandonada (cu Índio) - Fratenidade - Gavião calçudo - Glória - Guiomar (cu Baiano) - Há! hu! lá! ho! (cu Donga și João da Baiana) - Harmonia das flores (cu Herminio Bello de Carvalho) - Infantil - Iolanda - Isso é que é viver (cu Herminio Bello de Carvalho) - Isto não se faz (mit Herminio Bello de Carvalho) - Já andei (cu Donga și João da Baiana) - Já te digo (cu China) - Jardim de Ilara (cu C. M. Costal) - Knock-out - Lamento (cu Vinícius de Moraes) - Lamentos - Lá-ré - Leonor - Levante, meu nego - Lusitânia (cu F. G. D.) - Mais quinze dias - Mama, meu netinho (cu Jararaca) - Mamãe Isabé (cu João da Baiana) - Marreco quer água - Meu coração não te quer (cu E. Almeida) - Mi tristezas solo iloro - Mulata baiana (cu Gastão Viana) - Mulher boêmia - Mundo melhor (cu Vinícius de Moraes) | - Não gostei dos teus olhos (cu João da Baiana) - Não posso mais - Naquele tempo - Nasci pra domador (cu Valfrido Silva) - No elevador - Noite und dia (cu W. Falcão) - Nostalgia ao luar - Número um - O meu conselho - Os batutas (cu Duque) - Os cinco companheiros - Os home implica comigo (cu Carmen Miranda) - Onde foi Isabé - Oscarina - Paciente - Página de dor (cu Índio) - Papagaio sabido (cu C. Araújo) - Patrão, prenda seu gado (cu Donga și João da Baiana) - Pé de mulata - Poema de raça (cu Z. Reis und Benedito Lacerda) - Poética - Por vôce fiz o que pude (cu Beltrão) - Pretenciosa - Promessa - Que perigo - Que querê (cu Donga și João da Baiana) - Quem foi que disse - Raiado (cu Gastão Viana) - Rancho abandonado (cu Índio) - Recordando - Rosa (cu Otávio de Souza) - Rosa - Samba de fato (cu Baiano) - Samba de nego - Samba do urubu - Samba fúnebre (cu Vinícius de Moraes) - Samba na areia - Sapequinha - Saudade do cavaquinho (cu Muraro) - Seresteiro - Sofres porque queres - Solidão - Sonho da Índia (cu N. N. und Duque) - Stella (cu de Castro und Souza) - Teu aniversário - Teus ciúmes - Triangular - Tristezas não pagam dívidas - Um caso perdido - Uma festa de Nanã (cu Gastão Viana) - Urubu - Vamos brincar - Variações sobre o urubu und o gavião - Vem cá! não vou! - Vi o pombo gemê (cu Donga și João da Baiana) - Você é bamba (cu Baiano) - Você não deve beber (cu Manuel Ribeiro) - Vou pra casa - Vou vivendo (cu Benedito Lacerda) - Xou Kuringa (cu Donga und João da Baiana) - Yaô africano (cu Gastão Viana) - Zé Barbino (cu Jararaca) |